# قرية السيح الشمالي التراثية
قرية السيح الشمالي التراثية هي قرية تراثية تقع في مركز السيح الشمالي التابع لمحافظة الأفلاج جنوب منطقة الرياض، وتبعد عن ليلى (عاصمة المحافظة) قرابة 10 كم.

## تاريخ
هي عبارة عن قرية تراثية قديمة تشتهر بعيون الماء فيها، ومن أشهرها الراس وعين ام برج وعين ام هيب وعين مليحة، ولذلك اكتظت بالسكان على مر الأزمان.

## البناء
تتألف القرية من مجموعة من المباني التراثية السكنية، وهي تضم بالإضافة إلى المنازل مباني دفاعية وأبراج ومساجد، وتتبع بأسلوب بنائها ونسيجها العمراني نط العمارة في المنطقة الوسطى من الجزيرة العربية، حيث تتماشى مع المناخ القاري الذي يتراوح بين الحرارة العالية في الصيف والبرودة القارسة في الشتاء، إلى جانب تفاوت درجات بين الحرارة مابين الليل والنهار، لذلك تتجاور المباني وتتلاصق لتقلص المساحات التي تتعرض لأشعة الشمس، وتكون كتلة واحدة متماسكة تتخللها ممرات وأزقة ضيقة تخفف من وطأة العواصف والرياح العاتية، وكذلك تحقق حاجة أمنية بمنع اختراقها وتسهيل الدفاع عنها، وتنفتح المنازل من الداخل يحاط برواق محمول على أعمدة حجرية، وتندر النوافذ في الواجهات وتصغر فتحاتها، وأغلب البيوت تتكون من دور واحد، وتتميز ببساطتها وتشابهها وتأخذ الشكل المستطيل غالباً، وتتألف من العناصر والغرف التي يحتويها البيت السكني التقليدي، ويلاحظ وجود بعض النقوش والزخارف الطينية والجصية التي تزين المنازل من الداخل، وخصوصا غرف الاستقبال وكذلك الحليات والشرفات التي تزين الوجهات، وتتسم الجدران بسماكة عالية والمادة المستخدمة في بنائها الطين اللبن الذي يتم تقويته بعوارض خشبية، ويتم طلاء المباني غالباً بطبقة من الطين أو الجص، وترتكز المباني على أساسات الحجر والمباني الصغيرة قد تشيد على الأرض المباشرة بدون أساسات وتتكون أسقف المباني من جذوع أشجار الأثل وسعف النخيل، وترتكز أسقف المباني على أعمدة خشبية في المباني السكنية وغيرها من المباني الصغيرة، أما المباني الكبيرة مثل القصور والمساجد فتحمل الأسقف والأعمدة الاسطوانية من الحجر تغطى بطبقة من الملاط أو الجص.

### أهم مكونات الموقع
- أساسات من الحجر.
- الاسقف الخشبية مصنوعة من الأثل المغطى بسعف النخيل وطبقة خليط من الطين والتبن
- الحوائط سميكة ومبنية بطريقة المداميك
- المباني مغطاة بطبقة من اللياسة الخارجية خليط من الطين والتبن.
- فتحات الشبابيك مستطيلة الشكل.
- الأبواب مصنوعة من الخشب
- ارتفاع المباني معظمها طابق واحد بارتفاع ثلاثة أمتار تقريباً
- يخترق البلدة ممرات معظمها ترابي ويتراوح عرضها مابين 3 -4 أمتار.[2]